# Cantonul Châtillon-Coligny
Cantonul Châtillon-Coligny este un canton din arondismentul Montargis, departamentul Loiret, regiunea Centru, Franța.

## Comune
- Aillant-sur-Milleron
- Châtillon-Coligny (reședință)
- Cortrat
- Dammarie-sur-Loing
- La Chapelle-sur-Aveyron
- Le Charme
- Montbouy
- Montcresson
- Nogent-sur-Vernisson
- Pressigny-les-Pins
- Sainte-Geneviève-des-Bois
- Saint-Maurice-sur-Aveyron